# A Perfect Getaway - Una perfetta via di fuga
A Perfect Getaway - Una perfetta via di fuga (A Perfect Getaway) è un film del 2009, scritto e diretto da David Twohy.

## Trama
I neosposi Cliff e Cydney decidono di trascorrere la loro luna di miele nella natura vergine delle Hawaii, tra immersioni ed escursioni. Durante un'escursione su un'isola sperduta, i due sposi vengono informati di alcuni brutali omicidi che si sono verificati proprio su quell'isola. Durante l'escursione si uniscono ad un'altra coppia costituita da due fidanzati in vacanza, ma quando si trovano in mezzo alla natura più incontaminata, dove non possono essere soccorsi da nessuno, tutti iniziano a temere tutti, dando vita a una girandola di sospetti. Il gruppo incontra nel suo cammino una terza coppia. Nick, uno degli uomini incontrati, scopre che la professione di Cliff è quella di sceneggiatore e cerca di convincerlo a girare un film insieme su un soldato la cui vita viene salvata da un'operazione atta a inserire placche metalliche nella sua testa. I due continuano a discutere dell'idea, sebbene Cliff non sia realmente interessato. Nelle ore successive la terza coppia incontrata, Kate e Cleo, viene arrestata in quanto sospettata degli omicidi.
Una volta che le due coppie restanti arrivano nella destinazione prescelta, Cliff convince Nick a esplorare insieme una caverna marina. Nel frattempo Gina (compagna di Nick) scopre alcune foto nella videocamera dell'altra coppia che la spingono a urlare. Una volta nella caverna, Cliff mostra di avere una pistola e rivela la sua identità: lui e Cydney sono i veri killer, la cui attività consolidata da anni è quella di assassinare coppie dopo averle studiate da vicino per poi assumerne l'identità; i due si sono in realtà conosciuti ai tempi delle scuole superiori, iniziando già all'epoca a compiere alcuni atti criminali insieme. L'uomo, il cui vero nome è Rocky dimostra infatti di essere in grado di imitare perfettamente Nick. Gina, già allarmata dopo aver visto le foto dei veri Cliff e Cydney, assiste allo sparo di Rocky a Nick per poi scappare via. Rocky ordina allora a Cydney di chiamare la polizia e fingere che l'altra coppia sia responsabile degli omicidi.
Scappando, Gina chiede aiuto ad alcuni uomini tuttavia Rocky la sorprende e assassina i due, oltre a ferire gravemente lei. A questo punto interviene tuttavia Nick, sopravvissuto proprio per via delle placche metalliche al cervello che gli erano state impiantate precedentemente: la sua idea di film parlava in realtà della sua vita. A questo punto arriva un aereo della polizia: Rocky interpreta la parte della vittima affinché i poliziotti uccidano Nick, tuttavia a questo punto Cydney decide di rivelare la verità per potersi così liberare del compagno, che nel corso degli anni ha continuamente abusato di lei e l'ha costretta a compiere gli omicidi. La polizia non sa a chi credere tuttavia, notando la dilatazione delle pupille dell'uomo, gli agenti identificano in lui la follia e riescono a sparargli un attimo prima che lui reagisca uccidendo gli agenti. A questo punto i superstiti vengono portati in salvo dalla polizia: Gina e Nick decidono di sposarsi, optando tuttavia per non fare una luna di miele.

## Produzione
Il film è stato girato tra Porto Rico e le Hawaii.

## Promozione
Nel periodo precedente alla pubblicazione, il distributore americano del film (Universal Pictures) ha creato un sito d'informazione fittizio tramite il quale ha diffuso delle notizie riguardanti omicidi analoghi a quelli raccontati nel film.

## Distribuzione
Il film è uscito negli Stati Uniti d'America il 7 agosto 2009 per poi essere distribuito in DVD e Blu Ray nel dicembre successivo. In Italia la pellicola è stata distribuita direttamente in home video a partire dal 3 marzo 2010.

## Accoglienza
Sull'aggregatore Rotten Tomatoes il film riceve il 62% delle recensioni professionali positive con un voto medio di 5,8 su 10 basato su 138 critiche, mentre su Metacritic ottiene un punteggio di 63 su 100 basato su 22 critiche.